# Щёкино
Щёкино — город (с 27 ноября 1938) в Тульской области России, административный центр Щёкинского района. Образует городское поселение город Щёкино. Население — 55 109 чел. (2021).

## Этимология
Возник в 1870-х как посёлок Щёкино (название от фамилии) вблизи от станции Ясенки (открыта в 1868 г). В 1904 году посёлок Щёкино и пристанционный посёлок Ясенки слились под общим названием посёлок Щёкино.

## География
Расположен в 25 км к югу от центра Тулы и в 218 км к югу от юга Москвы.

## История

### В Российской империи
На карте частей Курского, Тульского, Орловского и других наместничеств 1787 года на месте современного Щёкина обозначена деревня Колпна Крапивенского уезда). Название «Колпна» происходит от слова «колпь», употреблявшегося лишь в некоторых областях Российской империи, согласно словарю русских народных говоров, обозначающего птицу семейства ибисовых.
В 1846 году было открыто для проезда Тульско-Орловское шоссе, связывающее Москву с югом страны, и по всей протяженности дороги стали строиться почтовые станции. Такая станция у деревни Ясенки явилась началом хутора, где поселился становой пристав. В дальнейшем стали строиться дворы южнее станции, и к концу XIX столетия население хутора достигло 350 человек. Ещё одно поселение образовалось вблизи железнодорожной станции Ясенки, возникшей в 1869 году в связи со строительством Московско-Курской железной дороги. Все эти поселения вместе стали называться с 1870 года Новой Колпной.
Основным толчком для развития этого поселения и всего района послужило открытие угля. В конце 1870 году бельгийскими предпринимателями братьями Гилль началась разработка Ясенковской копи, где были заложены четыре шахты, названные по именам дочерей одного из братьев : «Варвара», «Эмили», «Магдалина», «Мария». Используя уголь и сопутствующие ему ископаемые, а также железную руду, Гилли наладили здесь химическое и другие производства. Близ Новой Колпны и Ясенок появились заводы по производству красок, серной и азотной кислот, железного купороса и глауберовой соли. Вокруг рудников, шахт и заводов быстро вырастали рабочие и заводские посёлки. Особенно быстро шло заселение территории вблизи железнодорожной станции Ясенки.
В 1903 году станцию Ясенки переименовали в Щёкино, вероятнее всего по названию находящейся в 8 км от станции деревни, где добывали железную руду. В документах, оформляемых для отправки по железной дороге, руду называли щёкинской, что могло стать основанием для переименования во избежание путаницы с созвучными названиями станций вдоль Московско-Курской железной дороги — Ясеница, Ясень, Ясеновая, Ясная Заря, Ясеноватая, Ясная Поляна.
Также имеется несколько любительских версий, одна из которых связано с инцидентом 1866 года, когда солдат Василий Шебунин нанёс пощёчину офицеру, за что был предан военно-полевому суду и вскоре расстрелян. Его защитником на суде был Лев Николаевич Толстой, однако аргументы защиты оказались для суда неубедительными. Шебунина похоронили у станции Ясенки, а позднее захоронение перенесли на территорию братской могилы (улица Л. Толстого). По этой истории в 2018 году Авдотьей Смирновой был снят фильм «История одного назначения».
К 1908 году Новая Колпна стала крупным торговым селом. Вся общественная	и торговая жизнь концентрировалась вдоль Киевского тракта (ныне	ул.	Советская).	Здесь располагались	купеческие дома	и правительственные учреждения. На месте современного автовокзала располагался большой базар, рядом с которым было построено земское волостное правление. Перед зданием правления к 300-летию дома Романовых был установлен бюст императора Александра II.

### Советский период
28 декабря 1917 года на территории Крапивенского уезда была провозглашена советская власть. В январе 1918 года в Новой Колпне избрали Совет рабочих и крестьянских депутатов, состоящий из 15 человек, который возглавил участник Первой мировой войны М. И. Большов. Новая Колпна к тому времени являлась самым крупным селом в данном районе с населением 1104 человека. В 1920 году в Новой Колпне состоялся первый в истории села киносеанс, приуроченный к 3-й годовщине Октябрьской революции, где были показаны фильм о Владимире Ленине «Мозг Советской России» и короткометражки «Репка» и «Отец».
1 июля 1924 года вместо Крапивенского уезда был образован Щёкинский район с центром в селе Новая Колпна. За годы первой пятилетки (1928—1932) рядом с селом были построены кирпичный завод, завод «Кислотоупор», хлебозавод, молочный завод, промысловые артели и несколько новых социально-культурных объектов. В последующие годы, наряду с появлением новых рабочих посёлков вокруг шахт и рудников, быстро заселялась территория близ железнодорожной станции Щёкино. 10 декабря 1932 года в посёлок при станции был перенесён центр Щёкинского района Тульского округа Московской области (с 1937 года — Тульской области), а 1 июля 1934 года был	образован рабочий посёлок Щёкино, в состав которого вошли населенные пункты при станции, населённые пункты при керамическом и кислотоупорном заводе, деревня Новая Колпна и посёлок Социалистический.
В 1936 году был составлен план застройки посёлка Щёкино, начато строительство клуба «Горняк», детских садов и яслей, родильного дома. 27 ноября 1938 года, в разгар индустриализации, по ходатайству райисполкома перед советским правительством, рабочий посёлок был преобразован в город Щёкино. Перед Великой Отечественной войной в городе Щёкино было около тысячи жилых домов, промышленных и общественных зданий, а население молодого города достигло 12 тысяч человек. Темпы роста добычи угля на территории Щёкинского района превышали темпы Подмосковного бассейна в целом. Перед войной здесь было восемь хорошо оснащенных горным оборудованием шахт. Велось строительство ещё четырёх шахт с суточной производительностью до 1200 тонн. Они были оснащены врубовыми машинами, ленточными транспортерами, конвейерами, электровозами. В целом по тресту «Щёкинуголь», организованному в октябре 1938 года, механизированная добыча за первую половину 1941 года составила 613,9 тыс. тонн угля или 10,5 % от всей добычи Подмосковного бассейна.
28 октября 1941 года немецкие войска вошли в Щёкино. За время оккупации город лишился электричества и воды, были разрушены завод «Кислотоупор», горсовет, горком партии, контора связи, милиция и другие здания. Также пострадала угольная промышленность района в виду разрушения и затопления шахт. 17 декабря 1941 года город Щёкино был освобожден перешедшими в наступление частями 10-й и 50-й армий. Последней командовал генерал Иван Болдин, в честь которого названа одна из улиц города.
Во время Великой Отечественной войны многие щёкинцы мужественно сражались с врагом, 6 880 жителей города и района не вернулись в свои дома, отдав свою жизнь за независимость Родины. 8 человек были удостоены звания Героя Советского Союза: Борис Емельянов, Иван Алимкин, Дмитрий Зайцев, Владимир Косоруков, Алексей Колосков, Семён Куприянов, Иван Улитин, Владимир Серёгин.
В 1946 году рядом с городом Щёкино началось строительство газового завода, продолжавшееся до 1955 года. Для обеспечения завода тепловой и электрической энергией была построена Первомайская ТЭЦ, пущенная в эксплуатацию 28 декабря 1953 года. Одновременно со строительством этих объектов создавалась инфраструктура: жилые дома для рабочих, объекты культурного и социально-бытового назначения.
18 июля 1950 года город Щёкино отнесён к категории городов областного подчинения, а 19 июня 1954 года в его границы были включены деревни и посёлки Озерки, Прилепы, Трудовой, Полевой, Ремонтный, Кирпичный, Нагорный. В 1960-е годы введены в эксплуатацию новые предприятия, в числе которых: «Химволокно», «Азот», Опытно-механический завод, Опытно-экспериментальный завод, Кирпичный завод, «Мосбассшахтострой», «Туласовхозстрой», завод ЖБИ, завод РТО и другие. Районная техническая станция стала базой для создания более мощного предприятия — «Щёкинская райсельхозтехника». За 1960-е — 1970-е годы город прирос новыми крупными микрорайонами в северо-западной и северной части.

### Современность
К моменту начала реформирования экономики России в 1990-е, в районе работало 27 шахт, которые в последующее десятилетие были все полностью закрыты. В то же время наметился спад производства, как в промышленности, так	и в сельском хозяйстве. С 2006 года город вошёл в состав Щёкинского района, как муниципальное образование (городское поселение) город Щёкино. В 2010-е — 2020-е химическая компания «Щекиноазот», занимавшее одно из ведущих мест среди российских предприятий и успешно работавшее на рынках химического сырья и продукции, значительно увеличило производственные мощности, за счёт строительства новых заводских подразделений.

## Население
| 1939    | 1959    | 1967    | 1970    | 1973    | 1976    | 1977    | 1979    | 1982    | 1986    | 1987    | 1989    |
| ------- | ------- | ------- | ------- | ------- | ------- | ------- | ------- | ------- | ------- | ------- | ------- |
| 11 334  | ↗45 556 | ↗56 000 | ↗61 313 | ↗68 000 | ↗70 000 | ↗72 000 | ↘70 318 | ↘70 000 | →70 000 | →70 000 | ↘69 251 |
| 1992    | 1996    | 1998    | 2000    | 2001    | 2002    | 2003    | 2005    | 2006    | 2007    | 2008    | 2010    |
| ↘68 500 | ↘66 700 | ↘65 500 | ↘64 500 | ↘63 700 | ↘61 588 | ↗61 600 | ↘60 700 | ↘60 400 | ↘59 900 | ↘59 600 | ↘58 139 |
| 2011    | 2012    | 2013    | 2014    | 2015    | 2016    | 2017    | 2018    | 2019    | 2020    | 2021    |         |
| ↘58 100 | ↘58 050 | ↗58 456 | ↗58 531 | ↘58 344 | ↘57 973 | ↗58 088 | ↘57 979 | ↘57 683 | ↘57 140 | ↘55 109 |         |

На 1 января 2025 года по численности населения город находился на 309-м месте из 1124 городов Российской Федерации.

## Экономика
Градообразующие предприятия — технологически и организационно связанные друг с другом химическая компания «Щекиноазот» (производитель азотных удобрений и нефтехимической продукции) и «Химволокно» (капроновые нити и корд). На предприятиях занято более 6,5 тыс. человек.
Действует Первомайская ТЭЦ (125 МВт), входящая в состав «Щёкиноазот».
Деревообрабатывающая промышленность представлена Тульским шпалопропиточным заводом.

## Транспорт

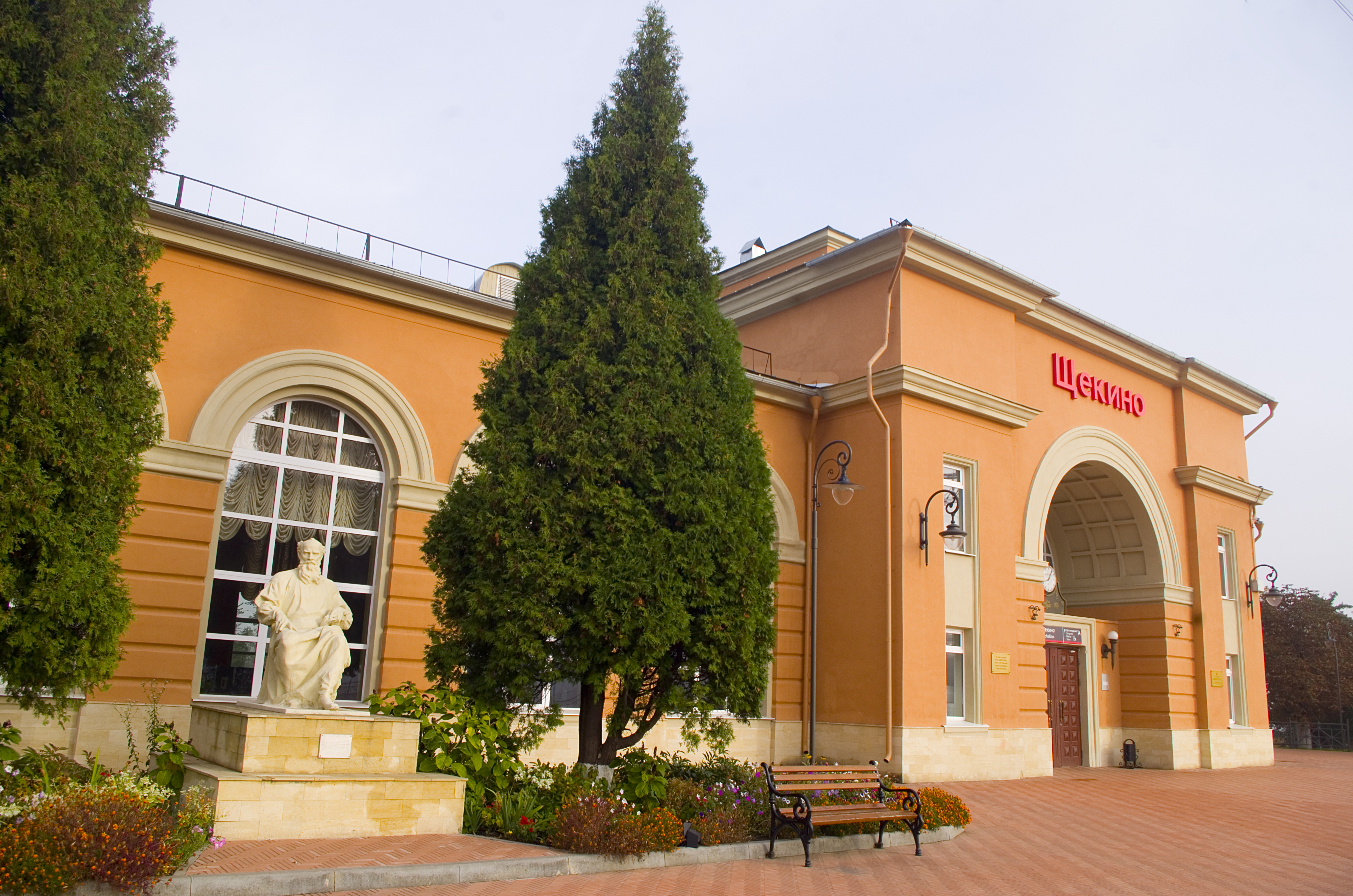
Железнодорожная станция Щёкино

Железнодорожная станция Щёкино на линии Тула — Орёл Курского направления Московской железной дороги. Достопримечательностью комплекса является стилизованный остановочный пункт станции Ясенки (это название станция носила до 1903 года) с билетной кассой и пассажирским вагоном конца XIX — начала XX века, откуда Лев Толстой ехал в своё последнее путешествие. В здании вокзала, построенном в 1956 году в стиле неоклассицизма, работает выставка, посвящённая жизни и творчеству писателя.

## Культура
Сфера культуры представлена рядом государственных учреждений, среди которых городской молодёжный центр «Мир», Щёкинская городская централизованная библиотечная сеть, Щёкинский художественно-краеведческий музей, городской Дворец культуры, Щёкинская детская музыкальная школа № 1 им. Л. Н. Толстого и Щёкинская детская музыкальная школа № 2. В городском дворце культуры с 2001 года ежегодно в начале октября проводится открытый конкурс-фестиваль памяти Игоря Талькова «Я вернусь!..»; в июле 2017 года в парке дворца культуры был установлен бронзовый памятник Талькову.
На территории города находятся ряд объектов культурного наследия, среди которых железнодорожная станция Щёкино (Ясенки), с которой 28 октября 1910 года Лев Толстой навсегда уехал из Ясной Поляны, дворец культуры «Горняк» (1958), памятник Владимиру Ленину (1959), несколько военных мемориалов и братская могила и с захоронением воинов, погибших в период Великой Отечественной войны.
В 1993 году в городе начато строительство церкви во имя иконы Божией Матери «Всех скорбящих Радость», которая была освящена в 1995 году. В 1998 году при храме была открыта воскресная православная школа. В 2020 году на улице Емельянова открылся храм Матроны Московской. Также в городе имеется приход Христианской пресвитерианской церкви.

## Образование
Сеть муниципальных образовательных учреждений представлена двумя лицеями, гимназией, 9 средними школами, 14 детскими садами общеразвивающего вида, центром развития ребёнка, детско-юношеской спортивной школой и детской школой искусств.

## Спорт

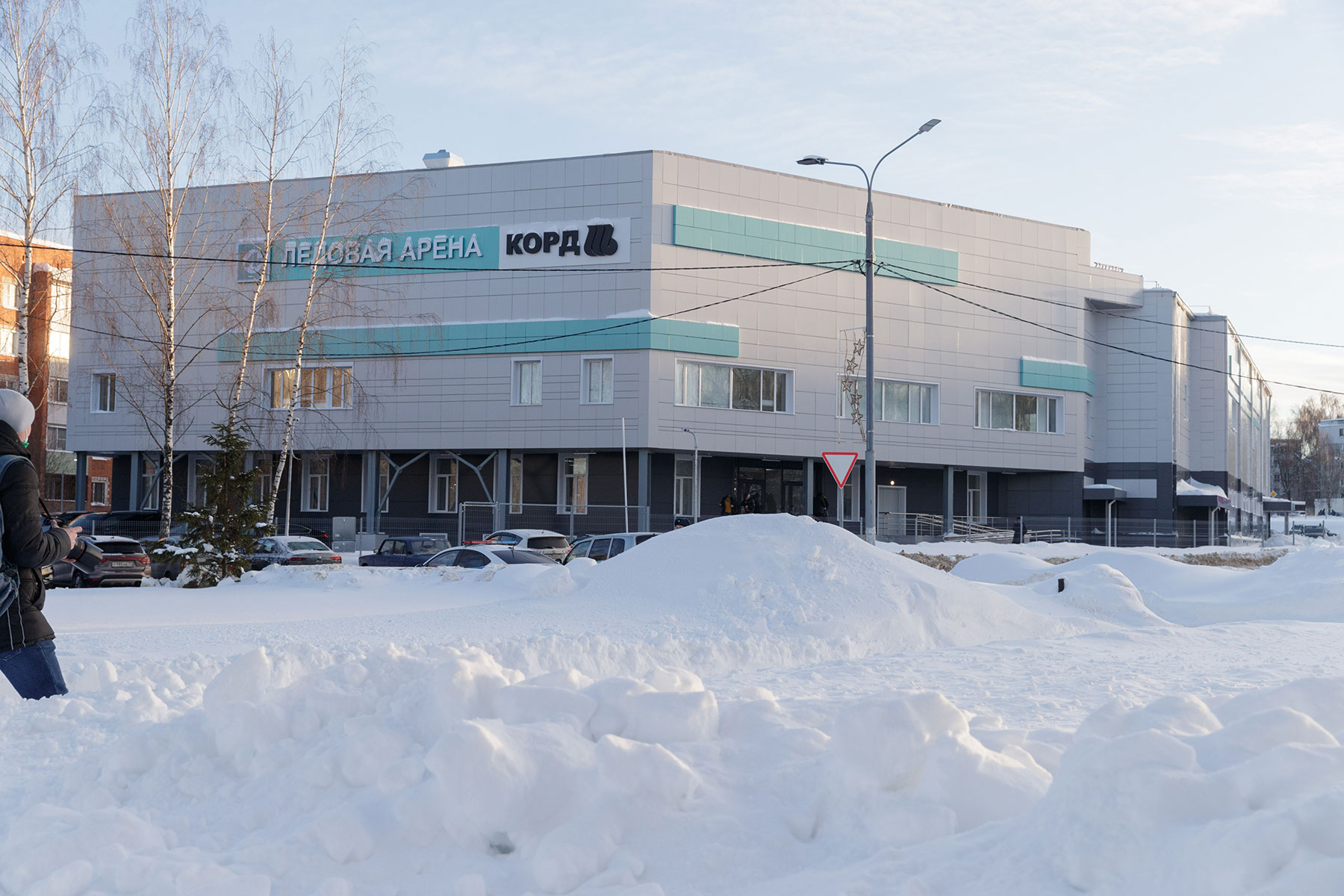
Ледовая арена «Корд»

До 2007 года существовал хоккейный клуб «Корд» и одноимённый ледовый дворец, ныне ликвидированные руководством «Щёкиноазот». 19 января 2022 года была открыта новая ледовая арена «Корд», которая имеет зрительный зал на 400 мест, арену с искусственным льдом 60×30 метров, тренажерный зал, бросковую зону для хоккеистов, тренерские, раздевалки с душевыми и санузлами, медицинский кабинет, прокат коньков, кафе. Объект построен на средства и при непосредственном участии компании «Щекиноазот».
16 июля 1980 года через город проходила эстафета огня летних Олимпийских игр 1980 года.

## СМИ
Раз в неделю издаются районные газеты «Щёкинский вестник» и «Щёкинский химик».
По проводному радиовещанию на «первой кнопке» три раза в неделю (понедельник, среду и пятницу) на волнах «Радио России» (с 2017 года принимается на 90,2 FM из Тулы), в 18:50 выходит передача «Добрый вечер, Щёкино!»
Проводной интернет представлен тремя операторами: МТС, Билайн и Ростелеком. Все операторы имеют практически полное покрытие своей сети в многоэтажных домах.
В 1998 году в Щёкино появился оператор кабельного телевидения «Телеком-Б» . Сначала было всего 8 каналов, потом их количество доходило до 12, в дальнейшем число каналов выросло. Сейчас абонентам «Телеком-Б» доступно 52 аналоговых и 74 цифровых телеканала.

## Известные люди
- Борис Кремер (1908—1976) — советский исследователь Арктики, почётный полярник, географ и метеоролог.
- Елизавета Шамшикова (1917—1941) — участница Великой Отечественной войны, военфельдшер.
- Валерий Гусынин (род. 1948) — советский и украинский физик-теоретик, известный, в частности, трудами в области квантовой теории поля.
- Игорь Тальков (1956—1991) — советский рок-музыкант, автор песен, композитор. Учился в школе № 11 Щёкино, где играл в школьном ансамбле, руководил хором[38].
- Сергей Залётин (род. 1962) — российский космонавт, почётный гражданин Щёкино.
- Валерий Клеймёнов (род. 1965) — советский и российский футболист, тренер.
- Татьяна Ледовская (род. 1966) — советская и белорусская легкоатлетка. Рекордсменка мира, чемпионка мира и олимпийская чемпионка.
- Дарья Абрамова (род. 1990) — российский боксёр.
- Максим Токаев (род. 1992) — российский аккордеонист.
- Юрий Горобец (1932—2022) — советский и российский актёр.
- Екатерина Жемчужная (род. 1944) — советская и российская актриса.